# George Edward Fox
El professor George Edward Fox (Siracusa (Nova York), 17 de desembre del 1945) és un investigador de la Universitat de Houston. Fou un codescobridor dels arqueus (el tercer domini de la vida) i del concepte del progenot com a entitat primordial, juntament amb Carl Woese, a principis de la dècada del 1970. Treballant amb Woese, fou un pioner de l'ús de l'anàlisi comparativa per apredir l'estructura secundària de l'ARN. Utilitzant l'anàlisi comparativa, també reconegué les limitacions que podien oferir les seqüències d'ARN a l'hora d'identificar espècies estretament relacionades. La seva investigació se centra a comprendre l'evolució primerenca de la vida. Afirma que un dels components més primerencs del mecanisme genètic que aparegué en una forma semblant a la del seu equivalent modern fou el ribosoma. La seva investigació s'implica activament en la recerca de biosignatures a Mart.
Fox rebé el seu Bachelor of Arts de la Universitat de Syracuse el 1967, i completà el seu Ph.D a la mateixa universitat el 174. Ambdós foren en enginyeria química. Entre 1973 i 1977, fou un soci investigador amb Carl Woese a la Universitat d'Illinois. Esdevingué professor ajudant de Ciències Bioquímiques i Biofísiques a la Universitat de Houston el 1977; esdevingué professor principal el 1986.
Fox és un Gold Life Master de l'ACBL i ha estat membre de l'USCF durant més de cinquanta anys.

## Guardons
- Professorat John & Rebecca Moores, 2006-2011
- Elegit membre de l'Institut Americà d'Enginyeria Mèdica i Biològica, 2002
- Elegit membre de l'Associació Americana per l'Avenç de la Ciència, 1995
- Elegit membre de l'Acadèmia Americana de Microbiologia, 1994